# Гріх (п'єса)
«Гріх» (п'єса) — п'єса українського письменника Володимира Винниченка, написана у 1919 році. Є зразком неореалізму. У творі показано трагедію людини, яка не може, не вміє жити за законами духовними, а за законами приземлено-гріховними не хоче і тому обирає смерть.
Сюжет цілком реалістичний, конкретно-життєвий. Показано Київ доби останніх літ російського царату. Герої — революціонери, гурток молодих однодумців, яким протистоїть ворожа сила — жандарми, влада. Групу викрито, знайдено їхню підпільну друкарню. Всіх заарештовано, всі в руках ворога, який прагне не просто викрити, а й зламати революціонерів морально.
У цьому двобої видокремлюються дві сильні особистості: причетна до гуртка Марія Ляшківська і слідчий Стал`інський. При арешті Марія стає прикладом витримки, гідності, нескореності для інших. Однак Сталінський знаходить її слабину: вона палко, щиро, самозречено кохає Івана, чоловіка своєї подруги. Бажаючи врятувати його, героїня виказує місце схову друкарні. Революціонерів звільняють з-під арешту. Але натомість Марія потрапляє у тенета шантажу Сталінського.
Боячись бути викритою перед товаришами, вона змушена робити нові бридкі проступки: один за одним здає декількох підпільників. Комітетники серед своїх пильно вишукують провокатора, підозрюють один одного, але Марію — ніхто. Навпаки, її найбільше шанують, до неї всі йдуть радитися.
Найстрашніше для Марії — Іванова ненависть до провокатора. Вона прагне, але ніяк не наважується зізнатися коханому. Якось жартома розкриває суть трагедії, причини зради і з останньою надією благально запитує, а чи міг би він таку людину простити, бодай зрозуміти. Однак Іван рішуче, однозначно відповідає «ні», бо для нього «інтереси громади найважніші».
А жандарм продовжує наступ... Він заявляється вже прямо додому до Марії й пропонує їй поїхати з ним у Крим на відпочинок, тобто фактично стати його коханкою: «…пропоную найвищу насолоду: любити чоловіка, якого ненавидиш». Сталінський пояснює їй всю безвихідь її становища: якщо перестане доносити — арештують Івана, але якщо накладе на себе руки — він передасть Іванові безсумнівні докази її зради.
Після цього Марія реально оцінює ситуацію і робить свій вибір: забезпечивши Іванові та його родині можливість уникнути арешту, відкривши йому свої почуття, виклавши в листі до нього всю правду про зраду, вона накладає на себе руки. Її душа, сплюндрована та розчавлена слідчим Сталінським, не витримала мук.

## Персонажі

### Марія Ляшківська
«Років 26, волосся темно-русяве, колір лиця рівно-білий, рисунок уст чіткий, тонкий. Постать гнучка, ходить легко, але немов недбало. Манера балакати насмішкувата, гумористична: важко спочатку пізнати, коли вона глузує, а коли говорить поважно».
Спочатку здається, що це людина гріховна, морально надломлена. Вона дивує, а подекуди шокує своєю «екстравагантністю» (прикурена від лампадки цигарка, глузування над подругою, бажання спокусити монаха). Здається, дівчині не відоме почуття страху. Вона ніби живе у власному світі, де немає місця загальноприйнятим морально-етичним законам. Однак під маскою аморальності та бравадою зухвалих слів ховається неординарна, розумна, розважлива, надзвичайно вольова, енергійна жінка. Їй нудно жити в оточенні інтелектуально обмежених, забобонних, по-дитячому беззахисних, безпорадних, пасивних людей. Проте вона любить їх і турбується про них.
Марія: «…нічого в житті страшного немає. Нудно тільки. От це найстрашніше».
Увага Марії до проблеми гріха пояснюється її коханням до Івана, з яким вона понад усе хоче бути, однак це означає переступити межу гріха. Тож душа її розколюється між почуттям і законом.
Марія виконує найважчий припис християнства:  причину всіх своїх душевних мук шукає лише у собі, у своїй недосконалості, не виправдовуючи при цьому себе обставинами.
Сталінський про Марію: «Така сильна, серйозна женщина… Та я б на вашому місці …світом заволодів би. Мати таку красу, такий розум… Та станьте ви вище всяких зрад, вище всяких своїх».

### Сталінський
«Хіба це офіцер как офіцер? Це диявол. Вєрно диявол. Нечистий дух… Не довольний допросом, не довольний тим, що чоловік сидить у тюрмі год, два, три, що, може, здоров'я потеряв. Йому наплювать. Що йому допрос? Йому душу свою давай… У душу йому нада залізти, сковирнуть її, обплутать, обснувать, як павукові. От що йому нада».
Сильний, підступний і безжальний. Людина, у якій переважає, панує гріховне, сатанинське. Він насолоджується від фізичного знищення жертви, а ще більше втішається, коли вдається заманити людину в пастку і «сковирнути душу», тобто знищити все добре і наповнити її злом, а отже, цілком поневолити, перетворити на свою маріонетку.

### Іван Чоботяр
«Високий, кремезний, з чисто голеним лицем, квадратовим, упертим підборіддям і добродушно-ласкавими очима; ходить, говорить і робить усе дуже повільно, розмірно, немов обдумуючи кожне слово й рух. Одягнений чепурно, з смаком, по-європейському, нагадує англійця».
Чоловік Ніни, подруги Марії. Революціонер. Інтереси громади ставить вище за все. 
У повсякденні він вайлуватий, холоднуватий, надто діловий і офіційний. Однак насправді йому властиві й вольовитість, тверезість думки, стриманість, емоційне напруження.